# Giuseppe Bruno (kardinal)
Giuseppe Bruno (Sezzadio, 30. lipnja 1875. – Campo Verano, 10. studenoga 1954.), bio je talijanski kardinal te prefekt Apostolske signature.
Dana 18. veljače 1946. imenovan je kardinalom.